# Miranda Kerr
Miranda May Kerr (IPA: [mɪˈɹændə meɪ kɛɹ], ; Sydney, 20 aprile 1983) è una supermodella australiana, famosa per essere stata dal 2007 al 2013 uno degli Angeli di Victoria's Secret.

## Biografia

### Primi anni
Nasce a Sydney da John e Therese Kerr, e cresce nella cittadina di Gunnedah. Ha trascorso la maggior parte della sua infanzia nelle campagne assieme alla nonna, per trasferirsi in seguito a Brisbane, dove si laurea in alimentazione alla School All Hallows.

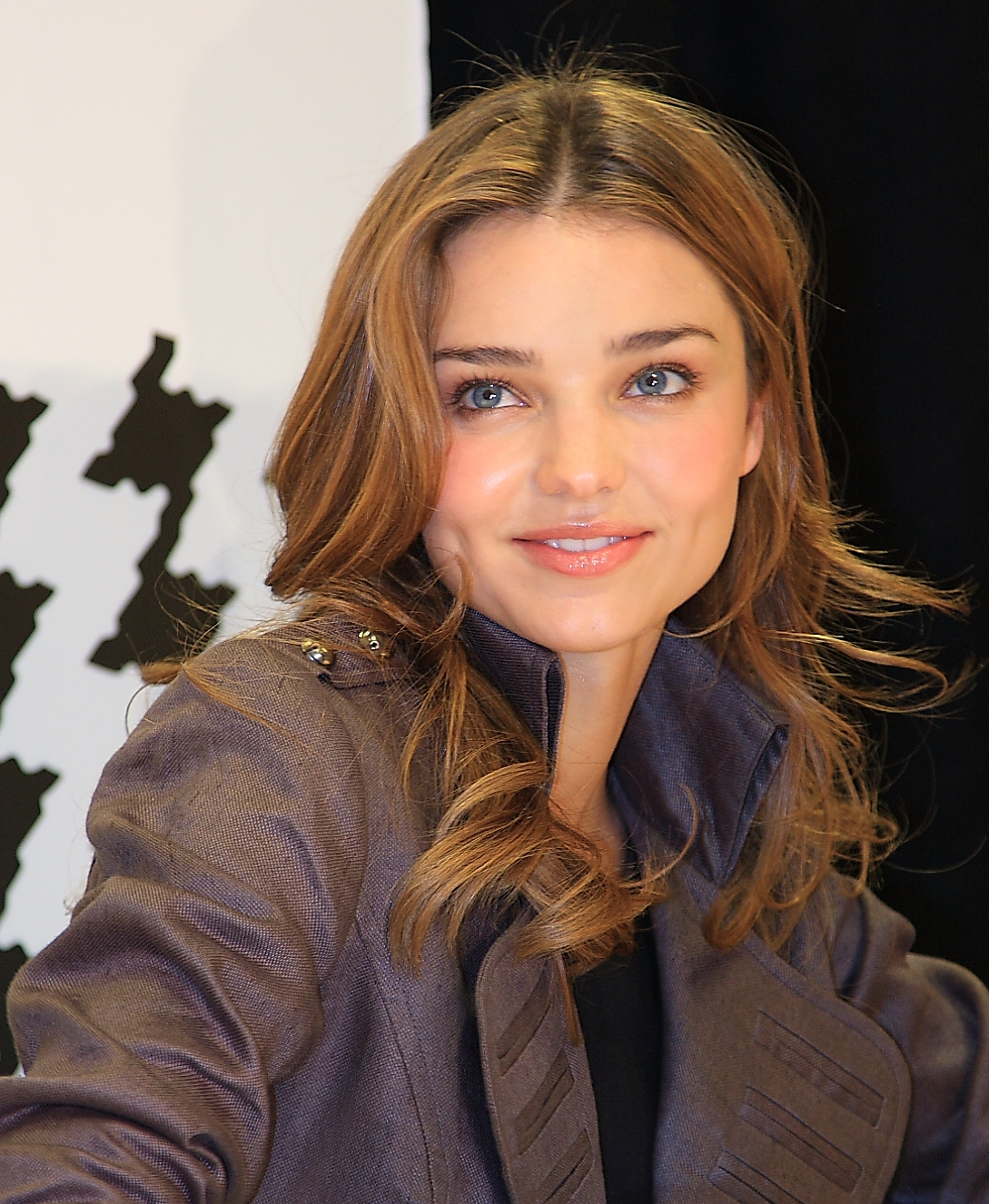
Miranda Kerr nel 2009

Il suo debutto nel mondo della moda avviene nel 1997, a soli 13 anni di età, dopo aver vinto un concorso nazionale per nuovi volti organizzato dalla rivista Dolly Magazine e dalla Impulse, azienda produttrice di deodoranti. L'utilizzo di una modella tanto giovane costò alla rivista accuse di favoreggiamento della pedofilia, nonostante nel servizio la Kerr fosse vestita con abiti invernali e che la rivista fosse rivolta a un pubblico di adolescenti.
Nel 2003 Miranda firma un contratto a Parigi con l'agenzia di moda Madison Modeling e viene scelta dal fotografo Erick Seban-Meyer per la pubblicità di Ober Jeans. Una volta arrivata a New York, e firmato con la NEXT Model Management, ha sfilato per le maggiori firme della moda mondiale, tra cui Roberto Cavalli, Levi's, Anna Molinari, John Richmond, Enrico Coveri e Blumarine. È apparsa su riviste come Vogue, Elle e Harper's Bazaar, e in spot pubblicitari per Portmans, Bonds e Veet.
Nel 2006 è stata protagonista di una campagna pubblicitaria per Maybelline, che la fece conoscere a livello internazionale e convinse Victoria's Secret a offrirle un contratto. L'anno dopo viene scelta come testimonial della fragranza Clinique Happy, e firma un contratto a sei cifre come nuovo volto del grande magazzino australiano David Jones, in sostituzione della modella Megan Gale. L'anno successivo è al decimo posto tra le modelle più pagate con un guadagno stimato di 3.5 milioni di dollari.
Nel giugno 2009 compare sulla copertina della rivista Rolling Stone, nuda e incatenata a un albero, nel numero dedicato alla difesa dell'ambiente, e su quella di Forbes, che la nominò 9ª modella più pagata al mondo, con un guadagno di 3 milioni di dollari. Nello stesso anno Miranda lancia la sua nuova linea di prodotti cosmetici per la cura del corpo chiamata Kora Organics una linea 100% naturale
Sfila in passerella per la collezione autunno/inverno 2010 della maison Prada, ed è fra le Top-Model protagoniste del Calendario Pirelli, fotografata da Terry Richardson. In agosto lancia il suo primo libro, dal titolo Treasure Yourself.
Nell'autunno/inverno 2010-2011 viene scelta come testimonial di Prada.

### Dal 2011 al 2015
Nel marzo 2011 sfila in esclusiva per Balenciaga alla Paris Fashion Week per la collezione autunno/inverno, a soli due mesi dal parto. Nel mese di ottobre partecipa nuovamente alla Paris Fashion Week, per le collezioni primavera/estate 2012, sfilando per Christian Dior, Lanvin, Chanel, John Galliano, Stella McCartney, Viktor & Rolf e Loewe.

Miranda Kerr nel 2013, in passerella a Sydney per David Jones

Nel 2012, la rivista Forbes la nomina "7ª modella più pagata al mondo" con un guadagno di 4 milioni di dollari, ed è protagonista della campagna Bally primavera/estate insieme a Julia Stegner. Nell'estate dello stesso anno compaiono sul web una serie di scatti che la ritraggono in nudi artistici, realizzati dal fotografo Laurent Darmon e diffusi apparentemente senza autorizzazione. Nel mese di luglio riceve una statua di cera presso il Madame Tussauds di Sydney, che la ritrae con un abito di paillettes rosso che la modella ha indossato durante la sfilata primavera/estate 2011 di Alex Perry.
Nel novembre 2012 è stata scelta come nuova testimonial del brand d'abbigliamento "Mango" per la campagna primavera/estate 2013, in sostituzione di Kate Moss. Nello stesso periodo, lavora anche per la moda giapponese, diventando testimonial per le borse "Samantha Thavasa", in sostituzione delle sorelle Beyoncé e Solange Knowles, e come protagonista dello spot televisivo del tè Lipton.
Nel febbraio 2013 appare sulla copertina della rivista francese "Jalouse", con gli scatti del fotografo Sebastian Mader. Il 15 aprile dello stesso anno ha sfilato a Sydney per la presentazione delle nuove uniformi della compagnia aerea australiana Qantas, di cui è diventata testimonial nel gennaio 2012. Viene riconfermata testimonial di "Mango" nell'autunno/inverno 2013-2014, e Forbes la pone al secondo posto tra le modelle più pagate al mondo, con un guadagno di 7,2 milioni di dollari, preceduta da Gisele Bündchen e seguita da Adriana Lima.
Dall'ottobre 2013 è il nuovo volto di Swarovski, mentre a dicembre dello stesso anno lancia il suo secondo libro Empower Yourself, una sorta di seguito del primo libro, che aiuta le donne a credere in loro stesse e a tirar fuori le loro qualità nascoste. Nello stesso periodo partecipa, con altre 25 modelle, al cortometraggio "A-Z of Wink" di I-D Magazine, in onore dei 33 anni di storia della rivista britannica. Nel dicembre 2013 l'edizione giapponese di Elle le dedica una cover, riapparendo in copertina anche nel numero di gennaio 2014.
Nel 2014 la Kerr segna un suo record di presenze nelle campagne pubblicitarie infatti oltre a essere una delle protagoniste del Calendario Pirelli e l'e-store ShopStyle la sceglie come testimonial per la sua prima campagna pubblicitaria, le viene rinnovato il contratto con la Reebok. Viene scelta come volto di H&M per la campagna primavera/estate, in sostituzione di Gisele Bündchen, del nuovo profumo Joyful di Escada e per l'intimo Wonderbra.
Il 22 aprile ha pubblicato il suo primo singolo online, la cover You're the Boss di Elvis Presley, in duetto con il cantante Bobby Fox. Viene nuovamente inserita al sesto posto nella classifica delle modelle più pagate al mondo, con la cifra di 7 milioni di dollari, ex aequo con la modella cinese Liu Wen.
Nel 2015 continua la collaborazione con Swarovski, non solo come testimonial, ma anche disegnando una linea di gioielli. E viene classificata dalla rivista Forbes come la sesta modella più pagata, con un guadagno di 5.5 milioni, ex aequo con la modella Joan Smalls. Inoltre viene scelta come ambasciatrice de brand asiatico Koradior, fino al 2017.

#### Collaborazione con Victoria's Secret (2006-2013)
Miranda Kerr è conosciuta anche per il suo lavoro con Victoria's Secret, con cui inizia a collaborare nel 2006, per poi diventare una Victoria's Secret Angels l'anno successivo, facendo così diventare Miranda la prima modella australiana, al pari di Alessandra Ambrosio e Adriana Lima un angelo di Victoria's Secret. È stata spokesmodels per la linea Pink dal 2006 al 2008. Partecipa al Victoria's Secret Fashion Show dal 2006 al 2012 saltando l'edizione del 2010 per la sua gravidanza. Nel 2007 insieme agli altri angeli riceve una stella sulla Walk of Fame di Hollywood.
Nel novembre 2011 partecipa al Victoria's Secret Fashion Show, indossando il Fantasy Treasure Bra, il cui valore raggiunge i 2,5 milioni di dollari, realizzato con 3500 gemme preziose, 142 carati di diamanti bianchi e gialli, perle, acquamarina e oro bianco e giallo a 18 carati, con al centro un ciondolo di due diamanti bianchi e due diamanti gialli.
Ad aprile 2013 Victoria's Secret decide di non rinnovarle il contratto come "angelo", dal valore di 1 milione di dollari, dopo sette anni di collaborazione, a causa dei troppi impegni della top model. Nell'estate 2015 si era parlato di un suo possibile ritorno tra gli angeli di Victoria's Secret, ma la notizia è stata successivamente smentita dalla casa di moda.

### Dal 2016
Nel gennaio 2016 appare sulla cover di Harper Bazaar Australia, dove viene ritratta con indosso solo scarpe tacco 12, tanto che la rivista è stata ritirata da una catena di supermercati perché ad alto contenuto erotico. Inoltre viene scelta per la campagna pubblicitaria primavera/estate di Givenchy, accanto a Mariacarla Boscono, Natal'ja Vodjanova e molte altre modelle. Nell'agosto dello stesso anno viene inserita, dalla rivista Forbes, al settimo posto fra le modelle più pagate, con un guadagno di 6 milioni di dollari.
Nel 2017 collabora con il marchio Mother Denim, realizzando una collezione di 12 pezzi in jeans e il ricavato viene devoluto alla Fondazione Royal Hospital, con sede in Australia, che si occupa di aiutare le donne in difficoltà e i neonati prematuri.

## Vita privata
Nel 2003, la Kerr ha avuto una relazione con il broker finanziario Adrian Camilleri. A seguito di un'investigazione da parte della Australian Securities and Investment Commission, Camilleri è stato accusato di comportamento fraudolento dal febbraio 2003 al febbraio 2004. Nel 2007 una fonte giornalistica ha riportato che la Kerr ha avuto "perdite finanziarie a seguito della consulenza finanziaria del compagno", ma ha deciso di non intraprendere azioni legali. Dal 2003 alla metà del 2007 Kerr ha frequentato Jay Lyon (Brent Tuhtan), il frontman del gruppo Tamarama; la Kerr è apparsa nel videoclip della loro canzone Everything to Me.
Nel 2007 ha iniziato una relazione con l'attore britannico Orlando Bloom, con cui ha avuto un figlio nel gennaio 2011: la modella ha dichiarato che il secondo nome del bambino, Christopher, è dedicato a un suo ex fidanzato morto tragicamente in un incidente stradale. Kerr e Bloom si erano nel frattempo fidanzati nel giugno 2010 e poi sposati il mese seguente; La coppia si è separata nell'ottobre 2013.
Nel 2009 Miranda ha partecipato attivamente per raccogliere fondi per le vittime degli incendi in Australia. La Kerr pratica il buddismo del Sutra del Loto, un ramo giapponese che ritiene che ognuno abbia la responsabilità della propria vita e ha l'obiettivo di portare la pace e l'armonia nel mondo.
Nell'aprile 2014, in un'intervista concessa a GQ ha dichiarato: «Mi piacciono sia gli uomini sia le donne. Amo il corpo femminile e le curve delle altre donne. Desidero esplorare nuovi orizzonti. Mai dire mai». Un anno dopo inizia una relazione con l'imprenditore statunitense Evan Spiegel; i due annunciano il loro fidanzamento nel luglio 2016, convolando a nozze nel maggio 2017. La coppia ha tre figli, nati rispettivamente nel maggio 2018, nell'ottobre 2019 e nel febbraio 2024.
Nel giugno 2017 ha restituito gioielli dal valore di 8 milioni di dollari che le erano stati donati tre anni prima dal finanziatore malese Jho Low, nell'ambito dell'inchiesta sullo scandalo che ha coinvolto il fondo malese 1MDB.

## Agenzie
- Traffic Models – Barcellona
- IMG Models – New York, Parigi, Milano, Londra, Los Angeles, Sydney

## Campagne pubblicitarie
- 7 For All Mankind A/I (2014)
- Balenciaga Resort (2012)
- Bally P/E (2012)
- Bonds Summer (2016)
- Clear (2012-2014)
- Clinique Happy Fragrance (2007-2008)
- David Jones (2012-2013)
- Escada Joyful fragrance (2014-2017)
- Givenchy P/E (2016)
- H&M P/E (2014)
- Impulse (2000)
- Kora Organic Skincare (2009-2017)
- Koradior (2015-2017)
- Jil Sander A/I (2010)
- Joe Fresh (2016)
- Lipton Ice Tea (2012)
- Louis Vuitton Pacific Chill Fragrance (2023)
- Louis Vuitton The Capucines Campaign (2021)
- Mango P/E (2013) A/I (2013)
- Mango Summer (2013)
- Marella A/I (2016) P/E (2017)
- Maybelline (2006)
- MEI.COM (2018)
- Mother Denim P/E (2017)
- Ober (2003-2004)
- Ochirly P/E (2014-2015) A/I (2014)
- Pink spokesmodel (2006-2008)
- Prada A/I (2010)
- Rag & Bone DYI A/I (2011)
- Reebok EasyTone (2012-2014)
- Qantas (2012-2013)
- Seafolly (2007)
- ShopStyle (2014)
- Swarovski (2013-2016)
- Victoria's Secret (2006-2013)
- Victoria's Secret Angels (2007-2013)
- Wonderbra (2014-2016)
- Xoxo P/E (2009)

## Filmografia

### Cinema
- The A-Z of the World's Top Supermodels, regia di Jérémie Rozan - cortometraggio direct-to-video (2014)
- Sunny Side Up, regia di Sean Thomas - cortometraggio (2014)
- Jungle Red, regia di Jeremy Scott - cortometraggio direct-to-video (2021)

### Televisione
- How I Met Your Mother – serie TV, episodio 3x10 (2007)
- Love Advent - serie TV, episodi 4x01-5x09 (2014-2015)

### Videoclip
- Pharrell Williams feat. Kanye West Number One, regia di Hype Williams (2006)